# Suita
Suita (吹田市, Suita-shi) est une ville de la préfecture d'Osaka, au Japon. Elle est située directement au nord de la ville d'Osaka et se partage entre les collines de Senri au nord (20 à 117 m d'altitude) et une plaine alluviale formée par les rivières Ai, Kanzaki et Yodo au sud.

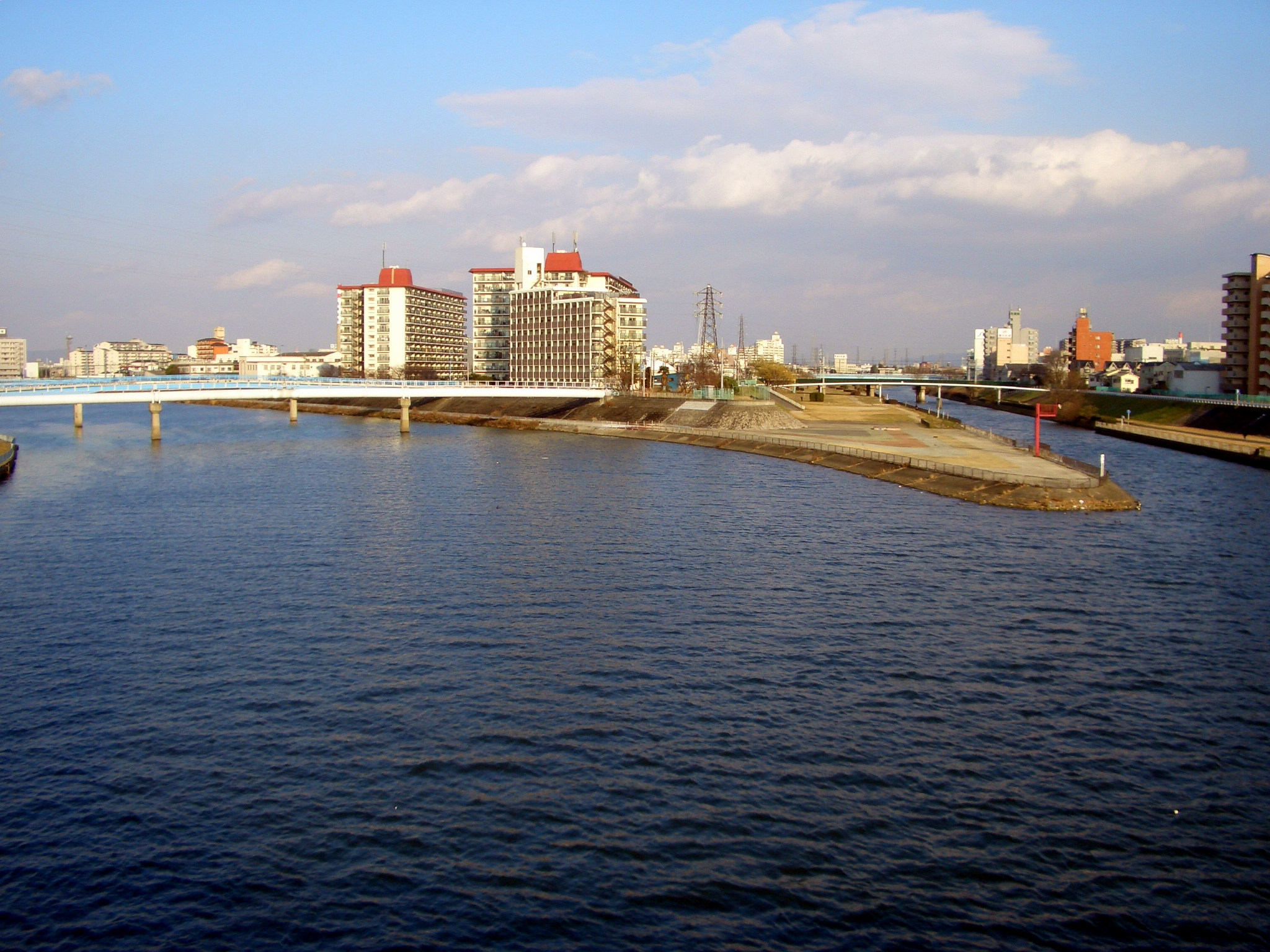
Les rivières Kanzaki et Ai.

Suita au sein de la préfecture d'Osaka.

L'organisation administrative de la ville actuelle date du 1er janvier 1940. C'est à Suita qu'a eu lieu l'exposition universelle de 1970, « Expo '70 ». Celle-ci a radicalement modifié l'aspect du nord de la ville qui était encore jusque-là largement constitué de forêts de bambous et de rizières. Le stade de l'équipe de football Gamba Ōsaka est situé dans l'enceinte de cette exposition comme l'était le parc d'attractions Expoland.
Les lignes de transport ont fait de Suita une cité dortoir de la ville d'Osaka et elles lui ont apporté une augmentation de population très rapide durant les années 1920 et 1930 : par exemple 67,7 % d'augmentation entre 1920 et 1924.
Suita est aussi traversée par trois grandes autoroutes du Kansai : Meishin, Chugoku et Kinki.

## Industries
- Brasseries Asahi (1891)
- Jeux vidéo SNK

## Transports
La ville est traversée par plusieurs lignes ferroviaires :
- JR West : ligne Tōkaidō (ligne Kyoto)
- Hankyu : ligne Hankyu Senri
- Osaka Metro : ligne Midōsuji
- Kita-Osaka Kyuko Railway : ligne Namboku
- monorail d'Osaka : ligne principale et ligne Saito

## Jumelages
- Moratuwa (Sri Lanka) depuis 1982
- Bankstown (Australie) depuis 1989

## Endroits et bâtiments notables

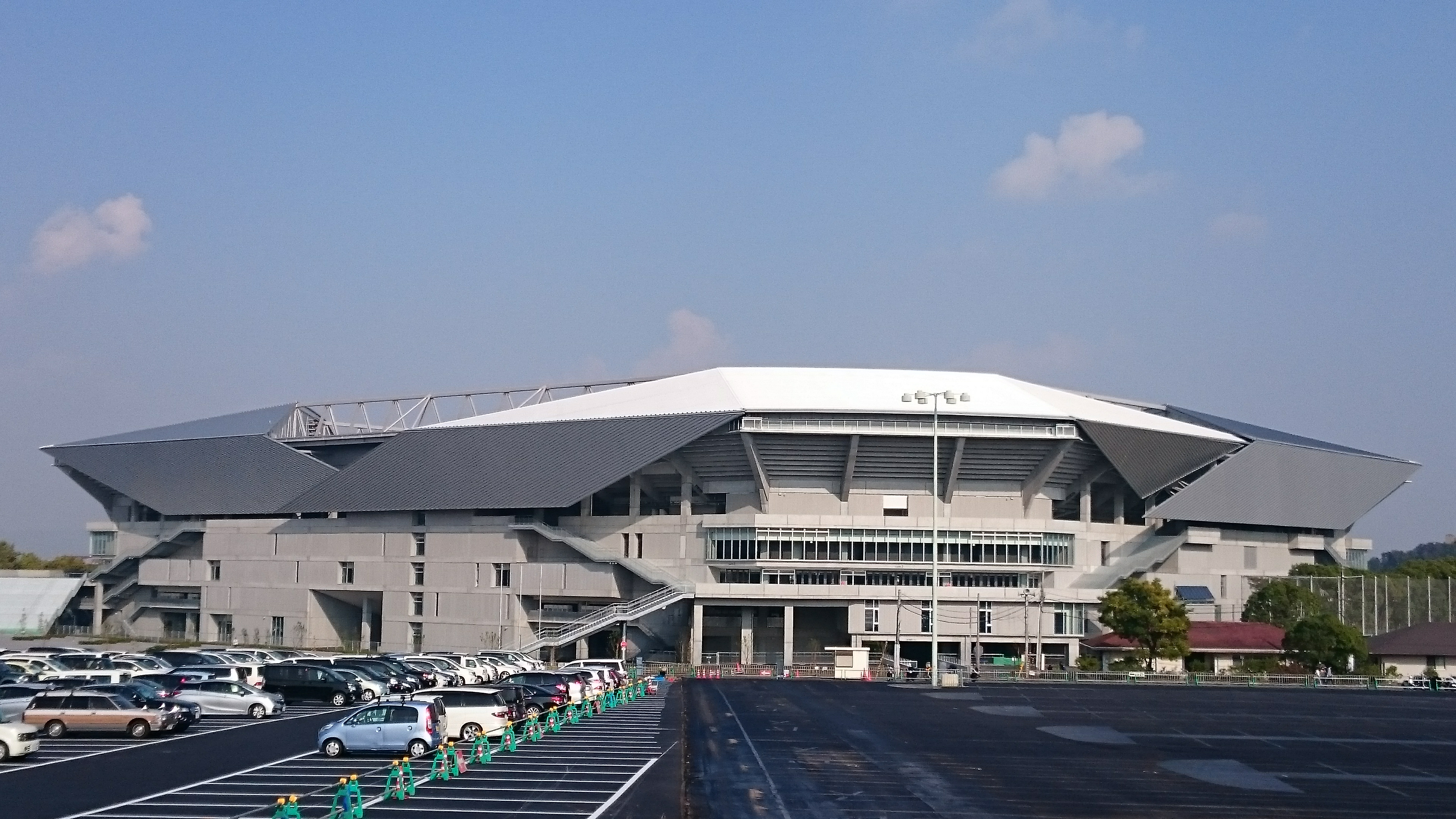
Stade de football du Gamba Osaka.

C'est à Suita que se situe le parc commémoratif de l'exposition universelle de 1970 avec son iconique Tour du Soleil et l'ancienne tour de l'Expo '70. Le parc abrite également le musée national d'ethnologie.

### Autres

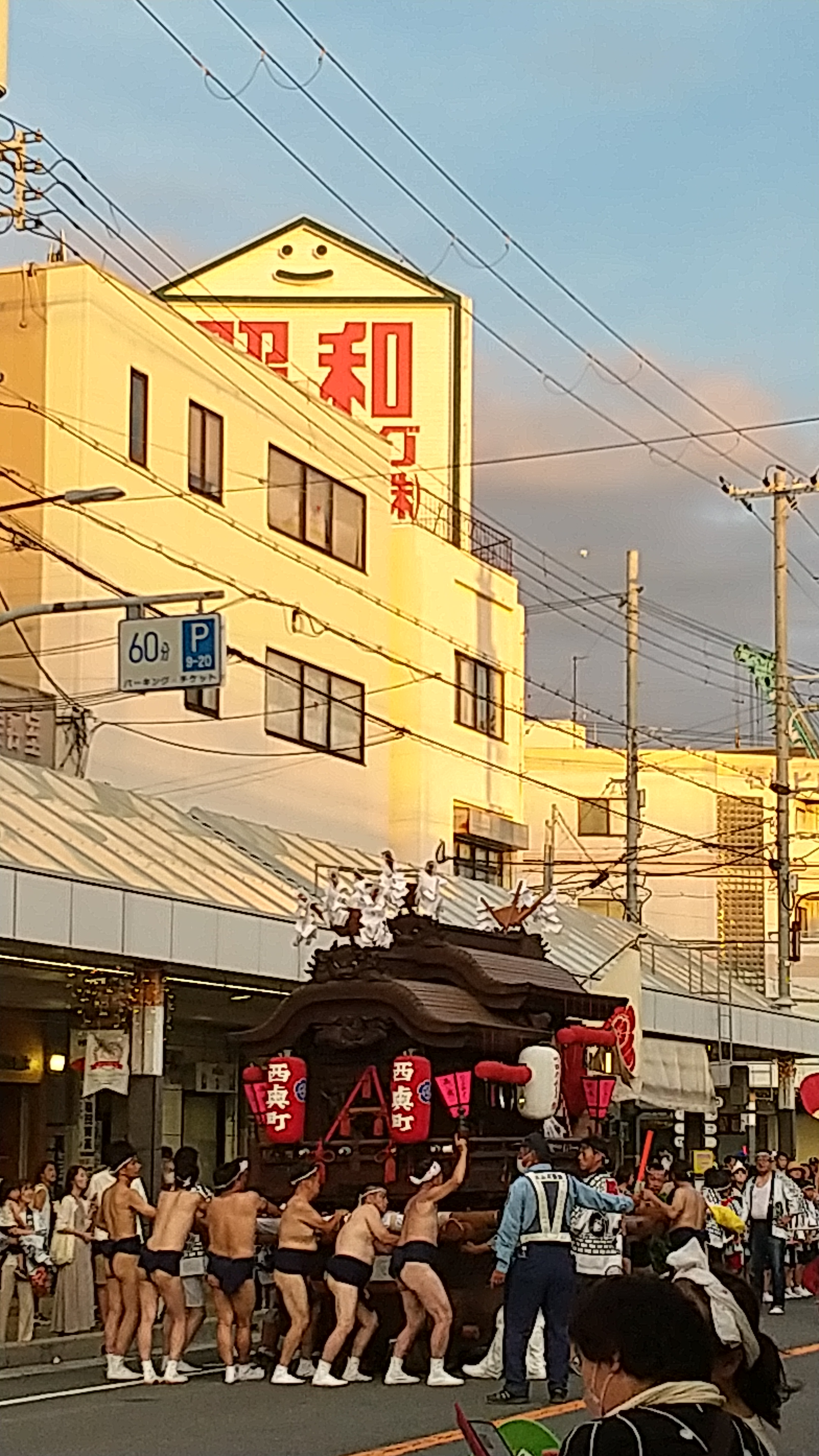
Suita Danjiri Matsuri (2023).

- Suita City Football Stadium
- Stade de l'Expo '70 d'Osaka
- Université du Kansai